# Poetic Champions Compose
Poetic Champions Compose är ett musikalbum av Van Morrison som utgavs 1987 på skivbolaget Mercury Records. Det var Morrisons sjuttonde studioalbum. Från början var det tänkt att skivan skulle vara helt instrumental, men efter att Morrison spelat in några instrumentallåtar ändrade han sig och bara tre låtar överlevde från den ursprungliga idén. Skivan kom senare att listas på plats 21 på årets Pazz & Jop-lista.

## Låtlista
(alla låtar utom spår fem komponerade av Van Morrison)
1. "Spanish Steps" – 5:20
2. "The Mystery" – 5:16
3. "Queen of the Slipstream" – 4:55
4. "I Forgot That Love Existed" – 4:17
5. "Sometimes I Feel Like a Motherless Child" (trad.) – 4:27
6. "Celtic Excavation" – 3:17
7. "Someone Like You" – 4:06
8. "Alan Watts Blues" – 4:24
9. "Give Me My Rapture" – 3:44
10. "Did Ye Get Healed?" – 4:06
11. "Allow Me" – 3:53

## Listplaceringar
- Billboard 200, USA: #90[2]
- UK Albums Chart, Storbritannien: #26[3]
- Topplistan, Sverige: #19[4]